# Москва-2024
81-775.2/776.2/777.2 «Москва-2024» — модель электровагонов метрополитена, разработанная и выпускаемая с 2023 года «Трансмашхолдингом». Является рестайлингом-модификацией поезда «Москва-2020» и не имеет каких-либо существенных отличий от него за исключением дизайна экстерьера — т. н. «маски» и интерьера (салона).
Вагоны модели 81-775.2 — моторные головные, 81-776.2 — моторные промежуточные, 81-777.2 — прицепные (безмоторные) промежуточные.
Производство организовано на мощностях АО «Метровагонмаш» с 2023 года по заказу Московского метрополитена, поставки в который начаты в 2024 году.
Дизайн т. н. «маски» поезда разрабатывала студия 2050.ЛАБ, также занимавшаяся дизайном поезда «Балтиец» Петербургского метрополитена.
Поезд запущен в эксплуатацию на Замоскворецкой линии вместо изначально планировавшейся «Москвы-2020», которая впоследствии была на ней лишь для испытаний и обучения персонала. Помимо Замоскворецкой линии также эксплуатируется на Троицкой линии.

## История выпуска
Дизайн-проект поезда «Москва-2024» был представлен Департаментом транспорта Москвы 31 августа 2023 года.
В ноябре 2023 года на заводе «Метровагонмаш» была начата сборка новых вагонов. 24 ноября 2023 года был анонсирован запуск поезда «Москва-2024» на Замоскворецкую линию Московского метрополитена наряду с поездами «Москва-2020».
В начале января 2024 года первый состав был отправлен с завода в Московский метрополитен.

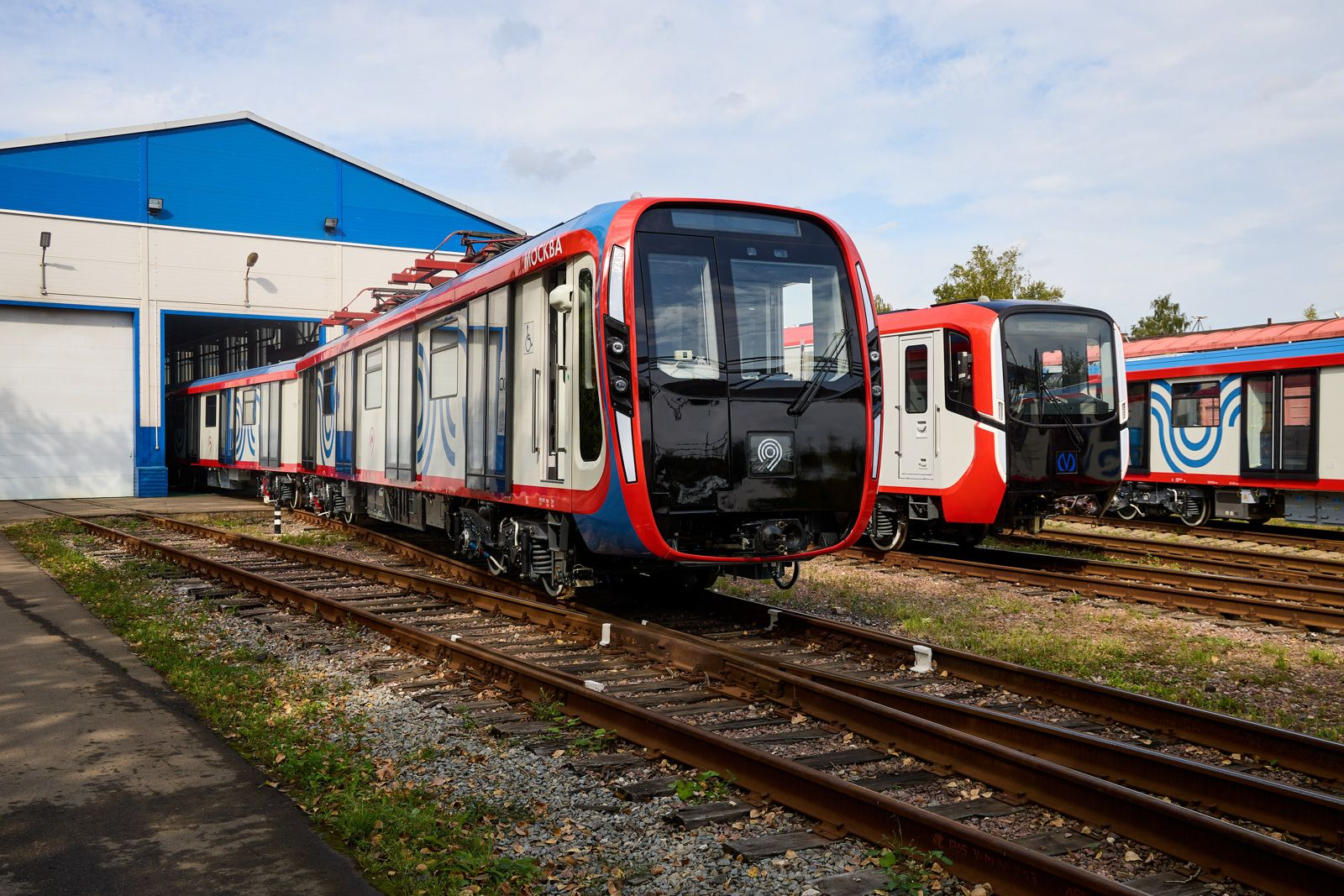
Поезд-предшественник «Москвы-2024» — «Москва-2020»; рядом — поезд «Балтиец» Петербургского метрополитена, дизайн лобовой части (т. н. «маски») которого послужил основой для переда «Москвы-2024»
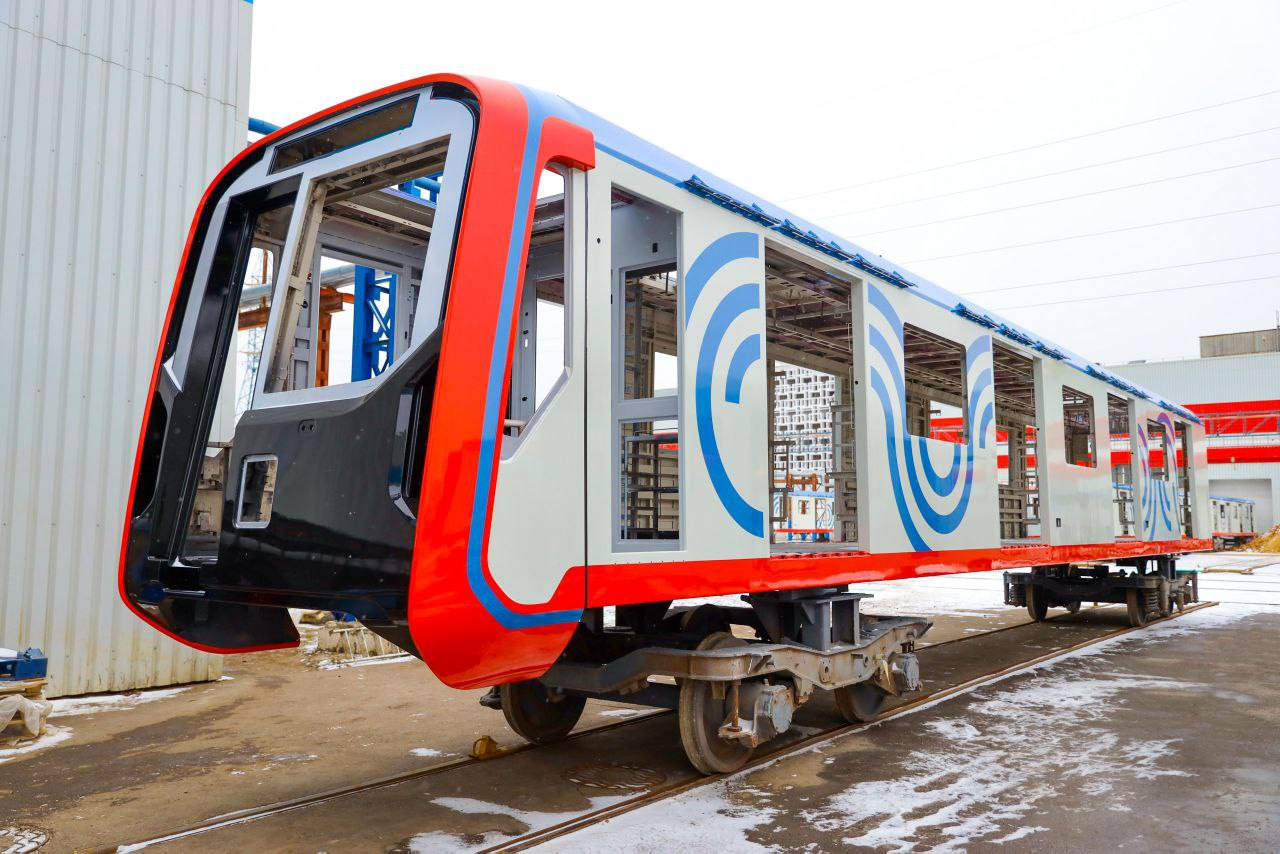
Недособранный головной вагон «Москва-2024» на «Метровагонмаше»
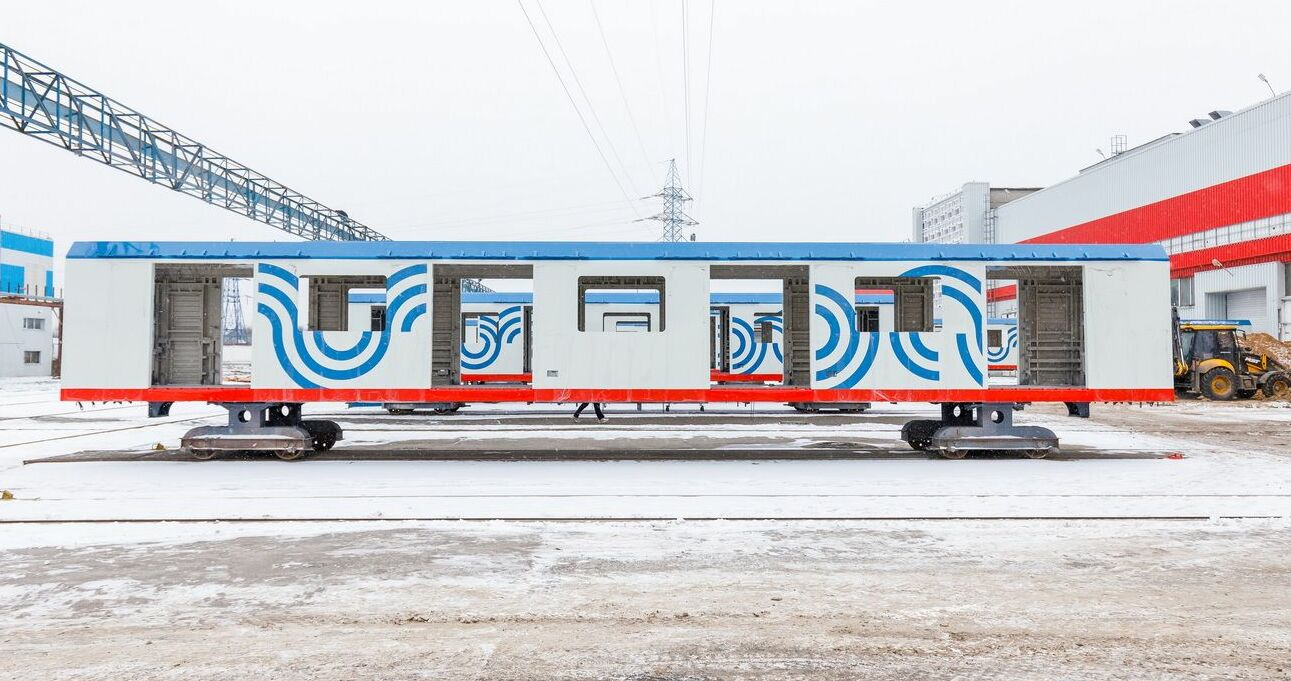
Недособранный кузов промежуточного вагона «Москва-2024» на «Метровагонмаше»

## Общие сведения

### Назначение
Вагоны модели «Москва-2024» предназначены для эксплуатации на линиях метрополитена с шириной колеи 1520 мм, электрифицированных боковым контактным рельсом напряжением 750 В постоянного тока. Поезда могут эксплуатироваться как на подземных, так и на наземных участках линий с максимально допустимой АЛС-АРС скоростью движения 80 км/ч.

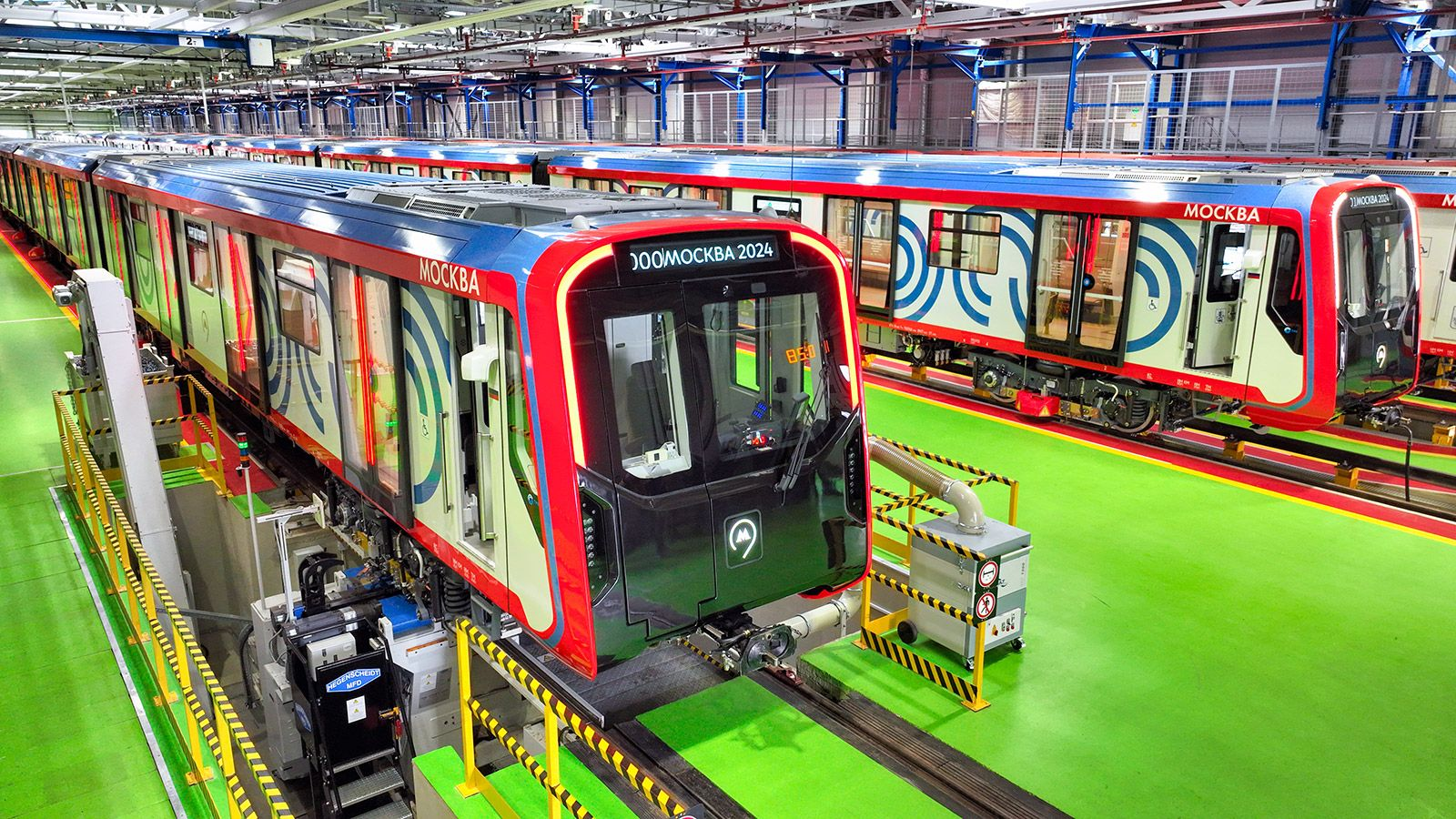
Электропоезда «Москва-2024» в депо «Сокол»

### Составность
Электропоезда формируются из двух головных моторных вагонов с кабинами управления модели 81-775.2, нескольких промежуточных моторных 81-776.2 и промежуточных прицепных (безмоторных) 81-777.2. Минимальное число вагонов в составе поезда — два (только головные вагоны), максимальное — восемь (два головных моторных, четыре промежуточных моторных и два промежуточных безмоторных).

### Нумерация и маркировка
Нумерация и маркировка вагонов 81-775.2/776.2/777.2 «Москва-2024» в целом аналогична применяемой для всех вагонов метро российского производства и осуществляется повагонно без присвоения номеров составам. Обозначение серии модели на вагонах отсутствует, и его можно увидеть только на табличках завода-изготовителя в салонах вагонов. Номера наносятся по бокам корпуса всех вагонов на уровне окон вблизи одного из межвагонных переходов; со стороны другого межвагонного перехода номер не наносится.
Вагоны «Москва-2024», поставляемые в Москву, получают пятизначную нумерацию, напрямую продолжая номерной ряд вагонов базовой модели «Москва-2020». Как и у предшественников, первые две цифры номера совпадают с двумя последними идентифицирующими цифрами модели вагона: 75xxx — для головных моторных вагонов (начиная с 75337), 76xxx — для промежуточных моторных (начиная с 76633), 77xxx — для промежуточных прицепных (начиная с 77337). Вагоны первого состава получили номера 75337—77337—76633—76634—76635—76636—77338—75338, все предыдущие номера были использованы вагонами базовой модели.

## Конструкция

### Кузов

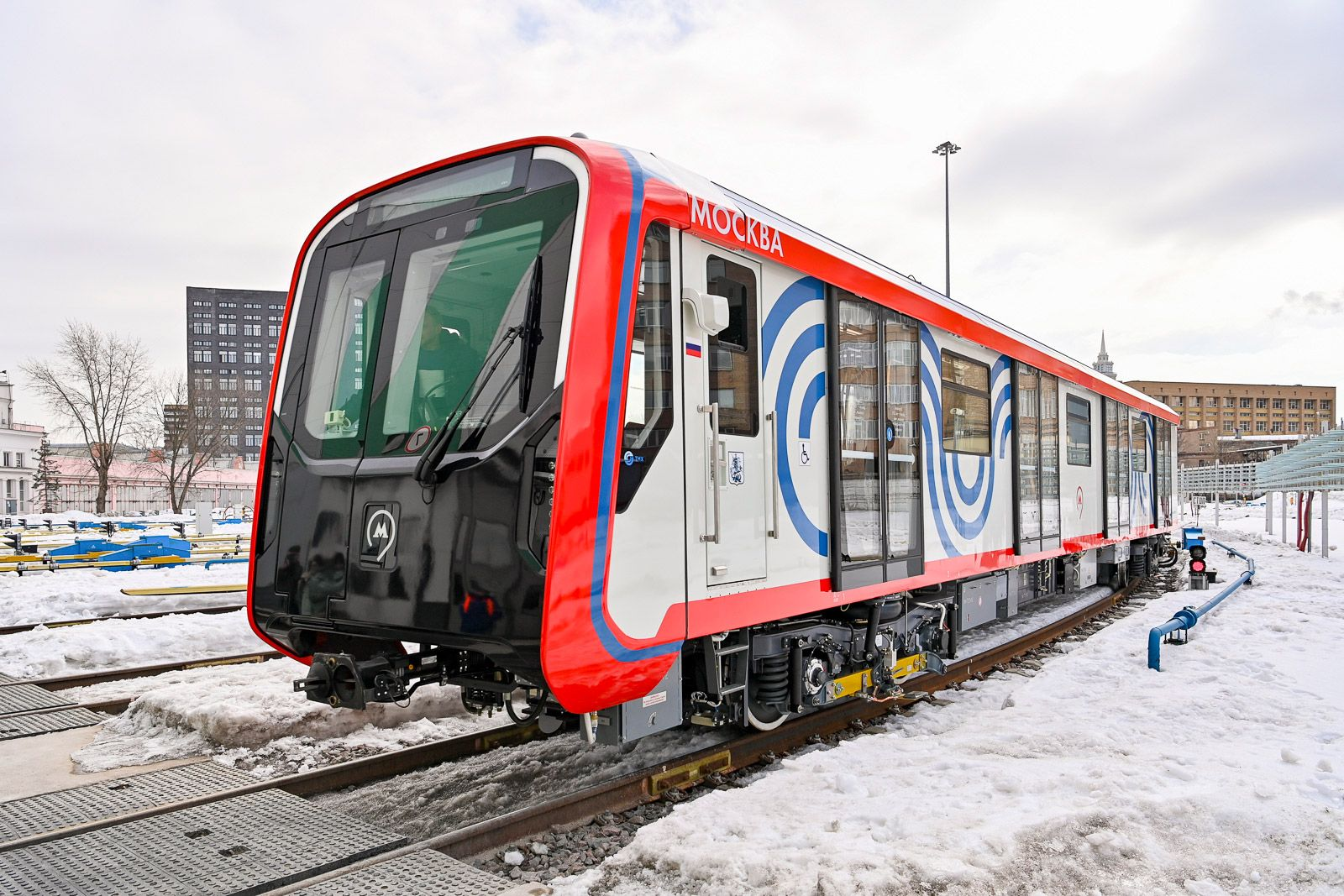
Головной моторный вагон 81-775.2. Общий вид
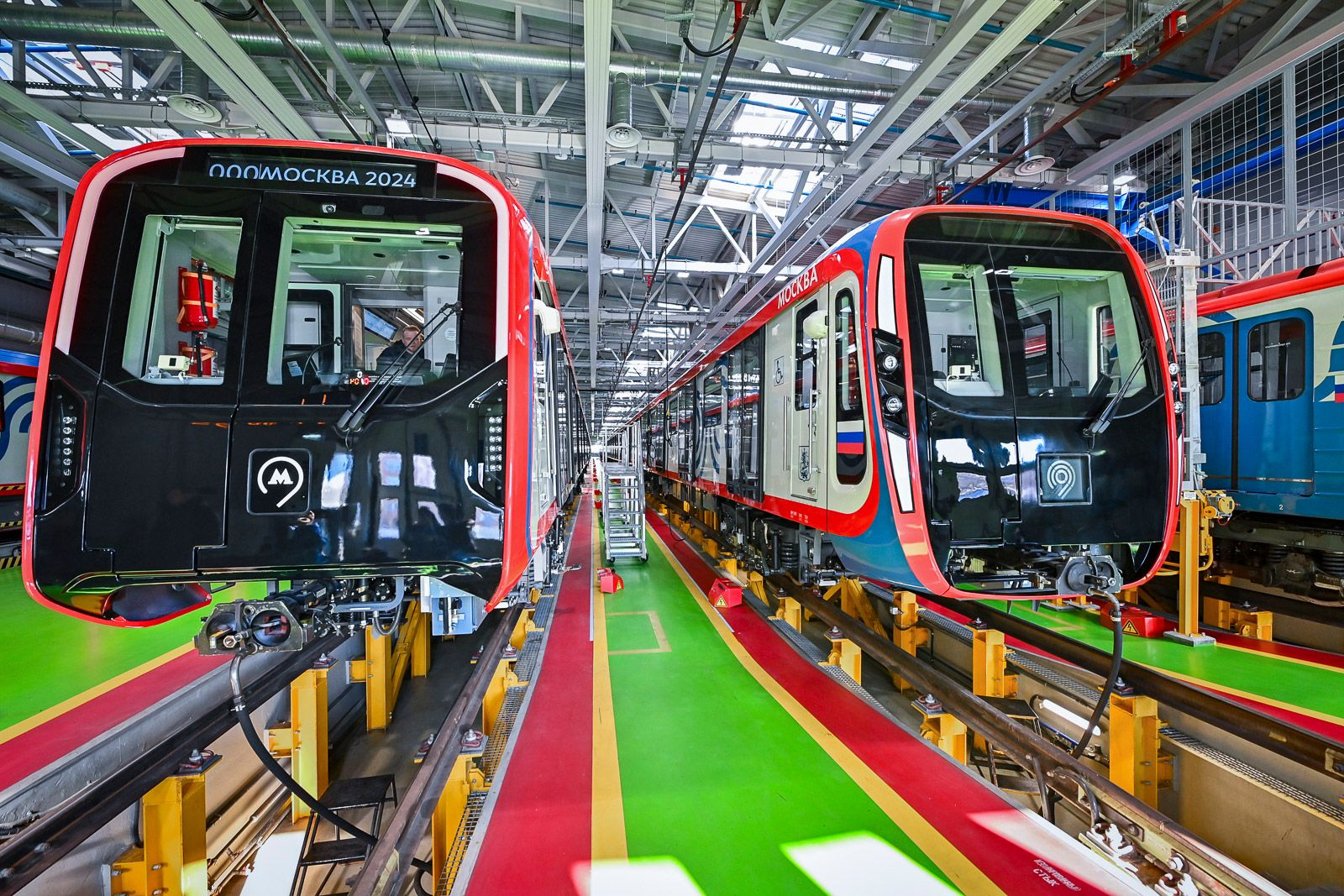
Лобовые части «Москвы-2024» (слева) и «Москвы-2020»
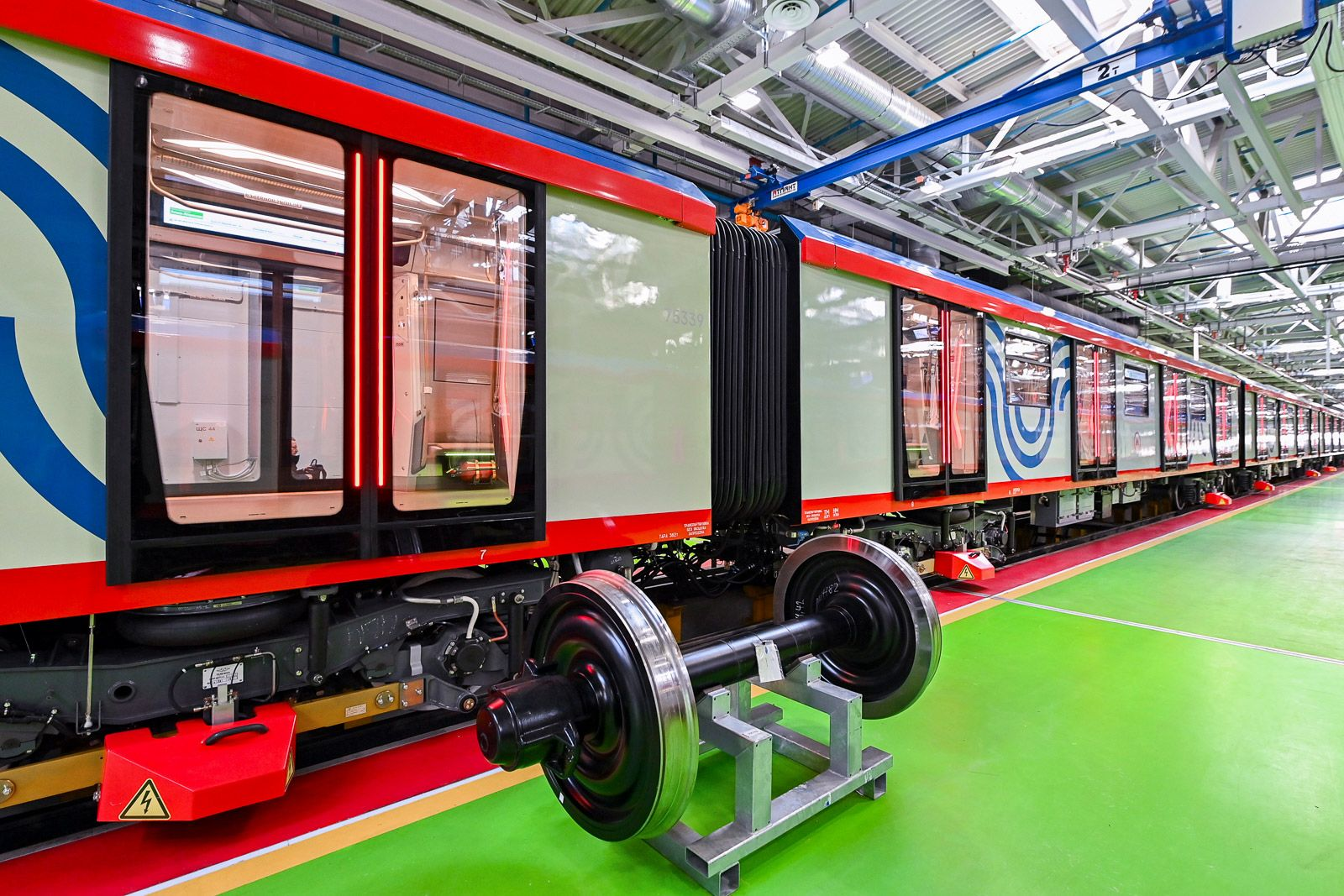
Борты промежуточных вагонов и колёсная пара

### Интерьер

#### Пассажирский салон

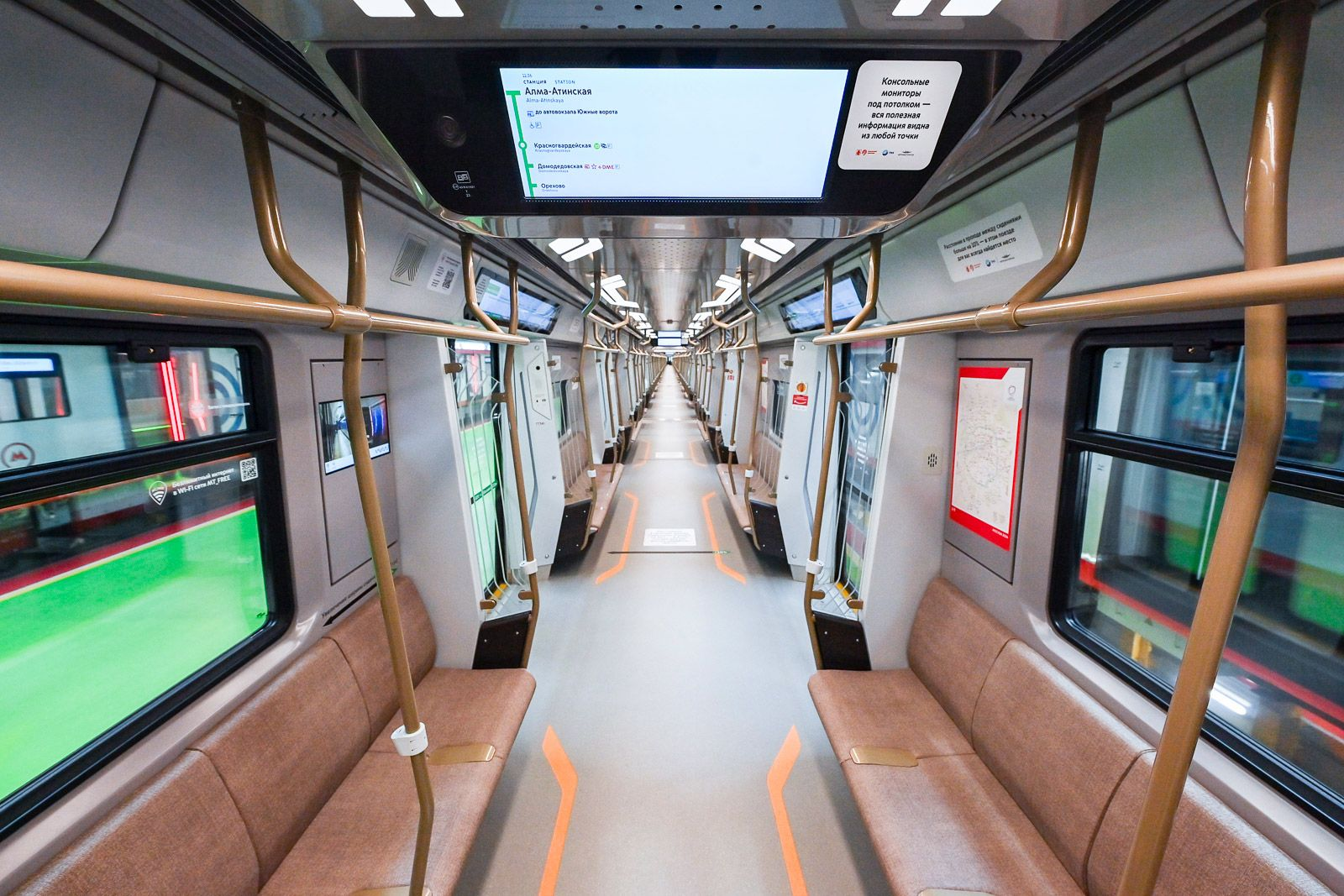
Общий вид салона
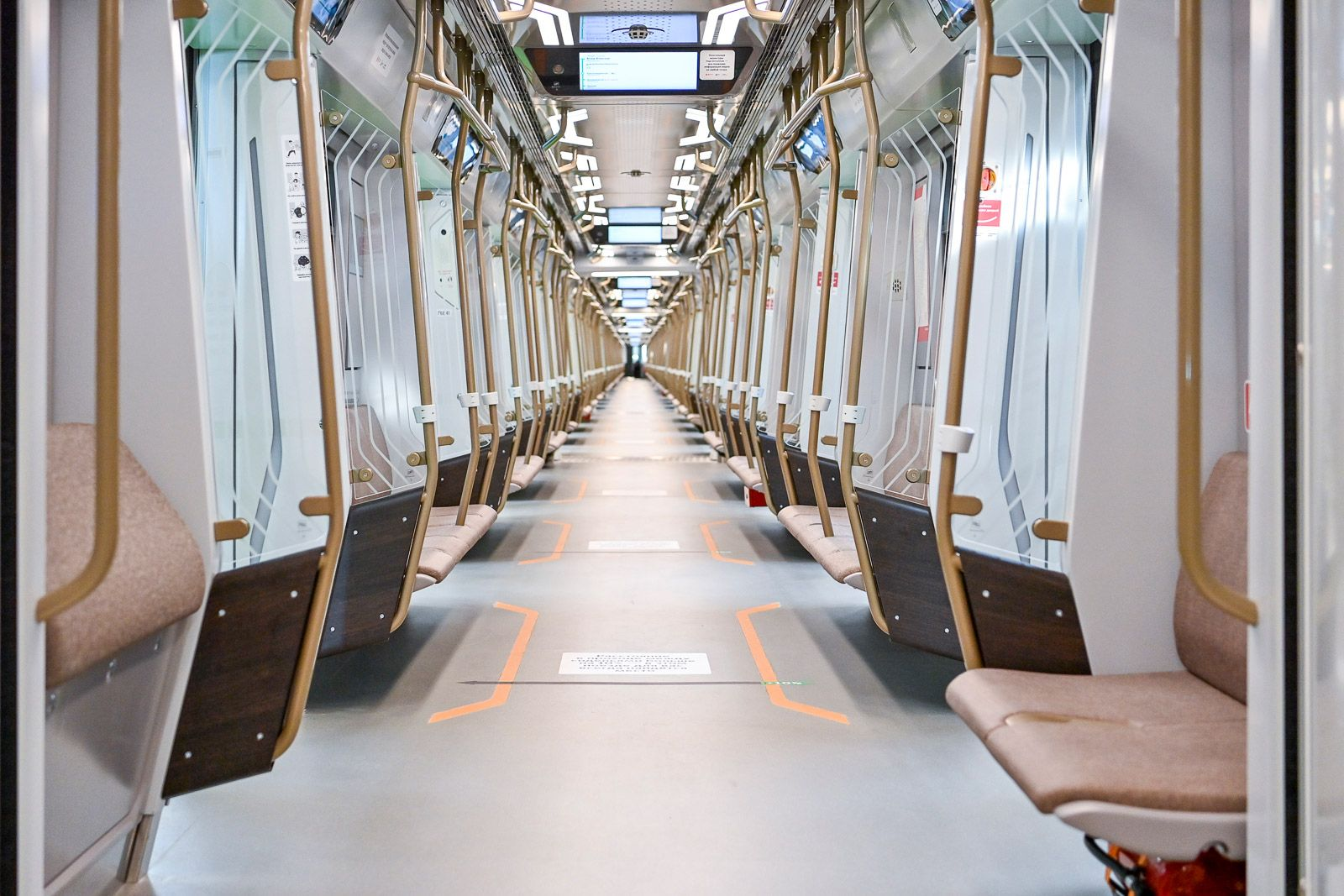
Общий вид салона на уровне сидений
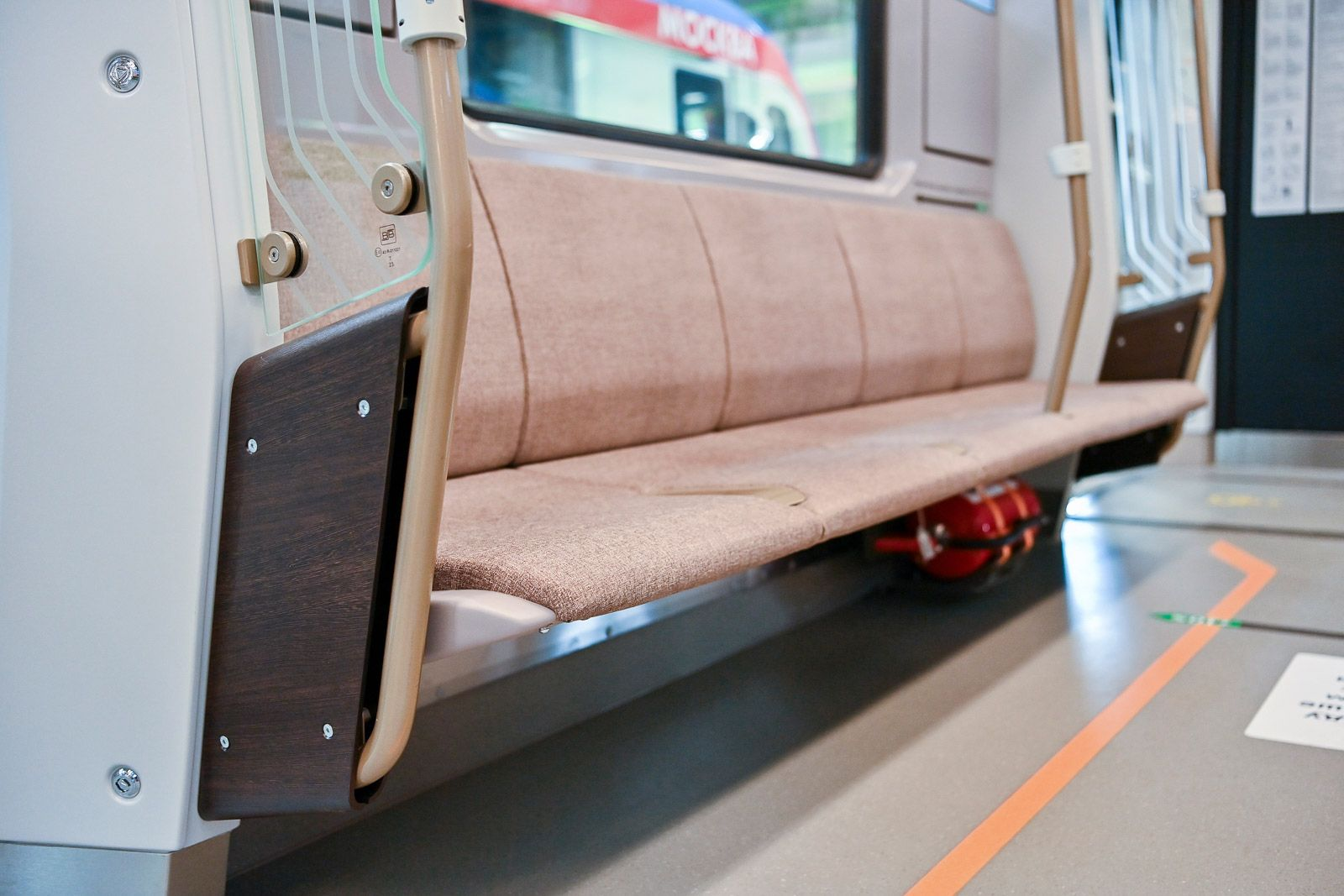
Сиденья

#### Кабина машиниста

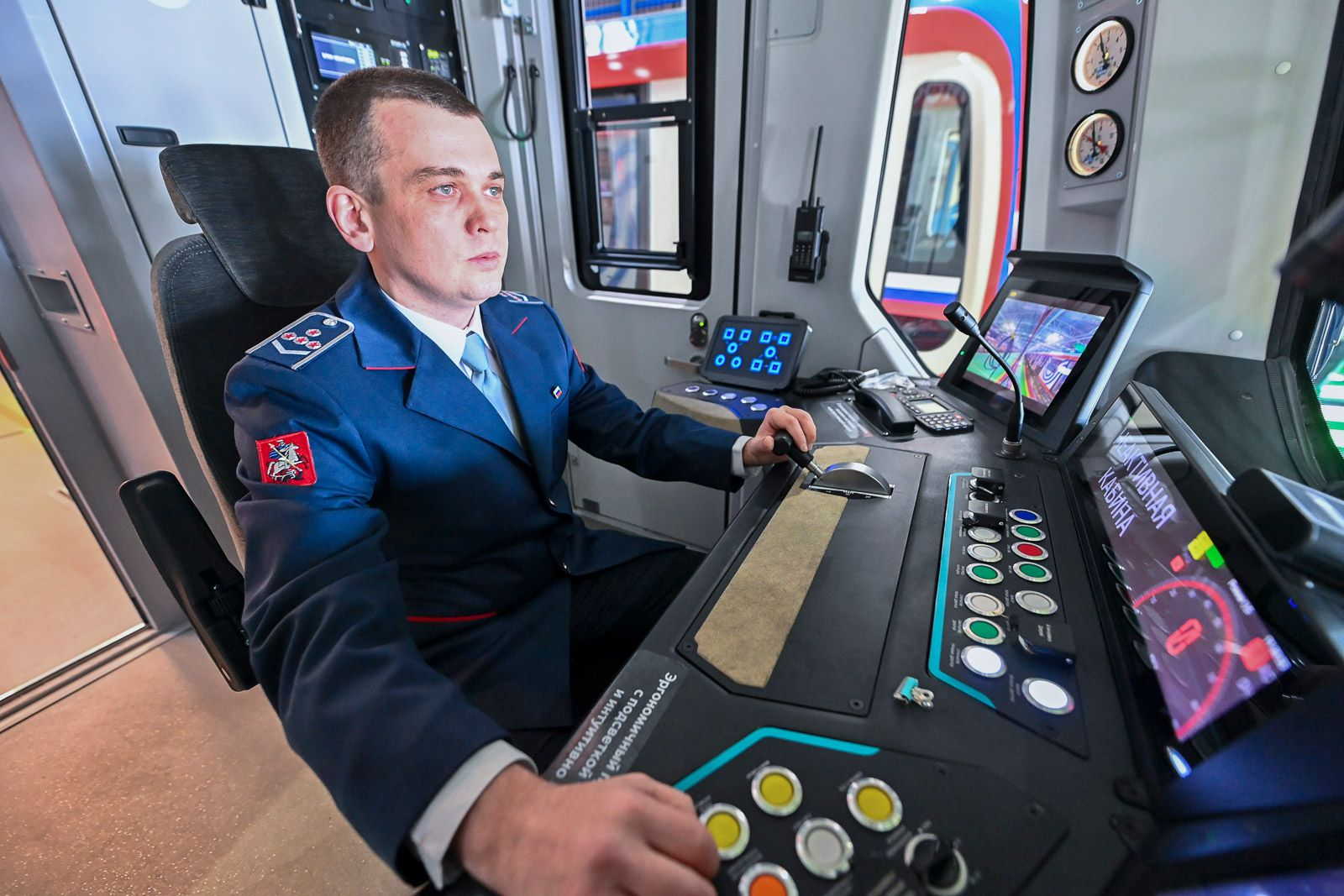
Машинист за пультом управления
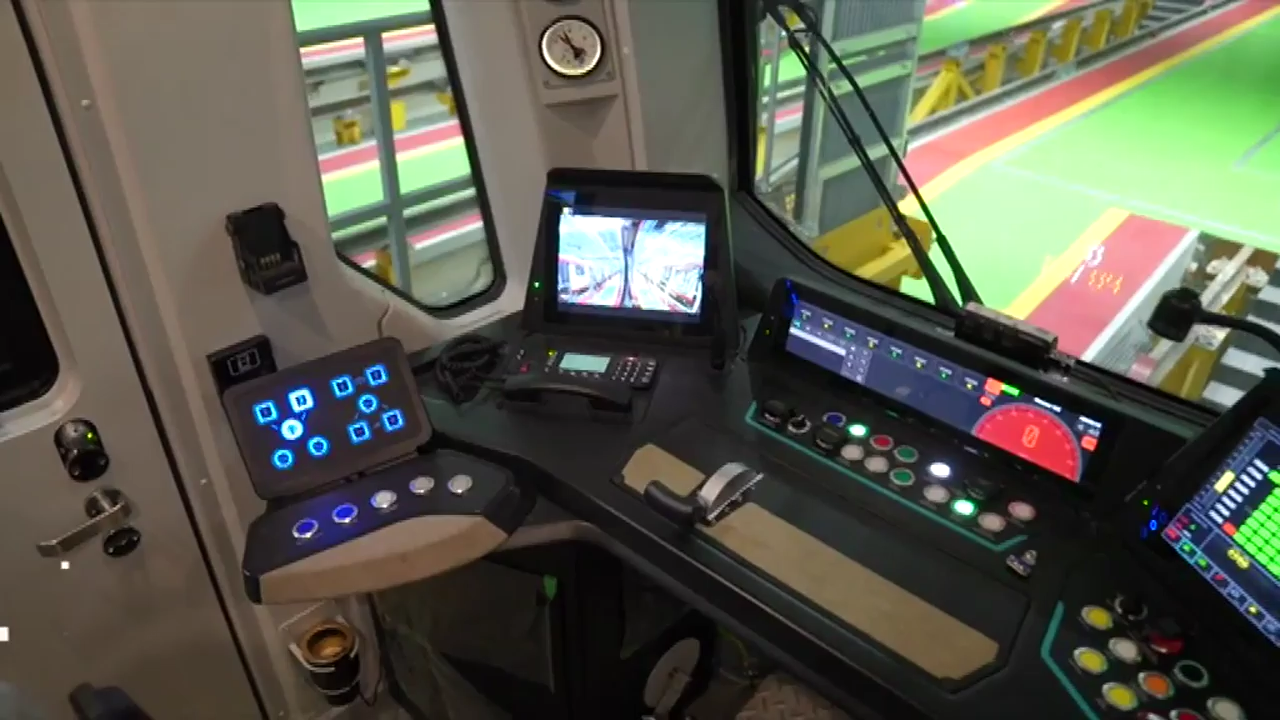
Пульт управления

## Эксплуатация
7 января 2024 года первый поезд поступил в Московский метрополитен через железнодорожный гейт в депо ТЧ-18 «Солнцево» Солнцевской линии, спустя два дня 9 января своим ходом был перегнан в новое депо ТЧ-22 «Аминьевское» Большой кольцевой линии, а 12 января — в депо ТЧ-2 «Сокол» Замоскворецкой линии, 24 января состоялась первая обкатка. Затем на этой линии планировалось начать регулярную пассажирскую эксплуатацию поездов данной модели и замену ими составов из вагонов 81-717/714 с устаревшей реостатно-контакторной системой управления, новые поезда оборудованы современными асинхронными тяговыми электродвигателями. Запуск с пассажирами состоялся на Замоскворецкой линии 11 марта 2024 года и стал общественно значимым и долгожданным событием среди пассажиров Замоскворецкой линии в связи с их жалобами на шум от вагонов серии 81-717/714 и их модификаций.
7 сентября 2024 года — на День города эксплуатация электропоезда «Москва-2024» была начата на Троицкой линии.

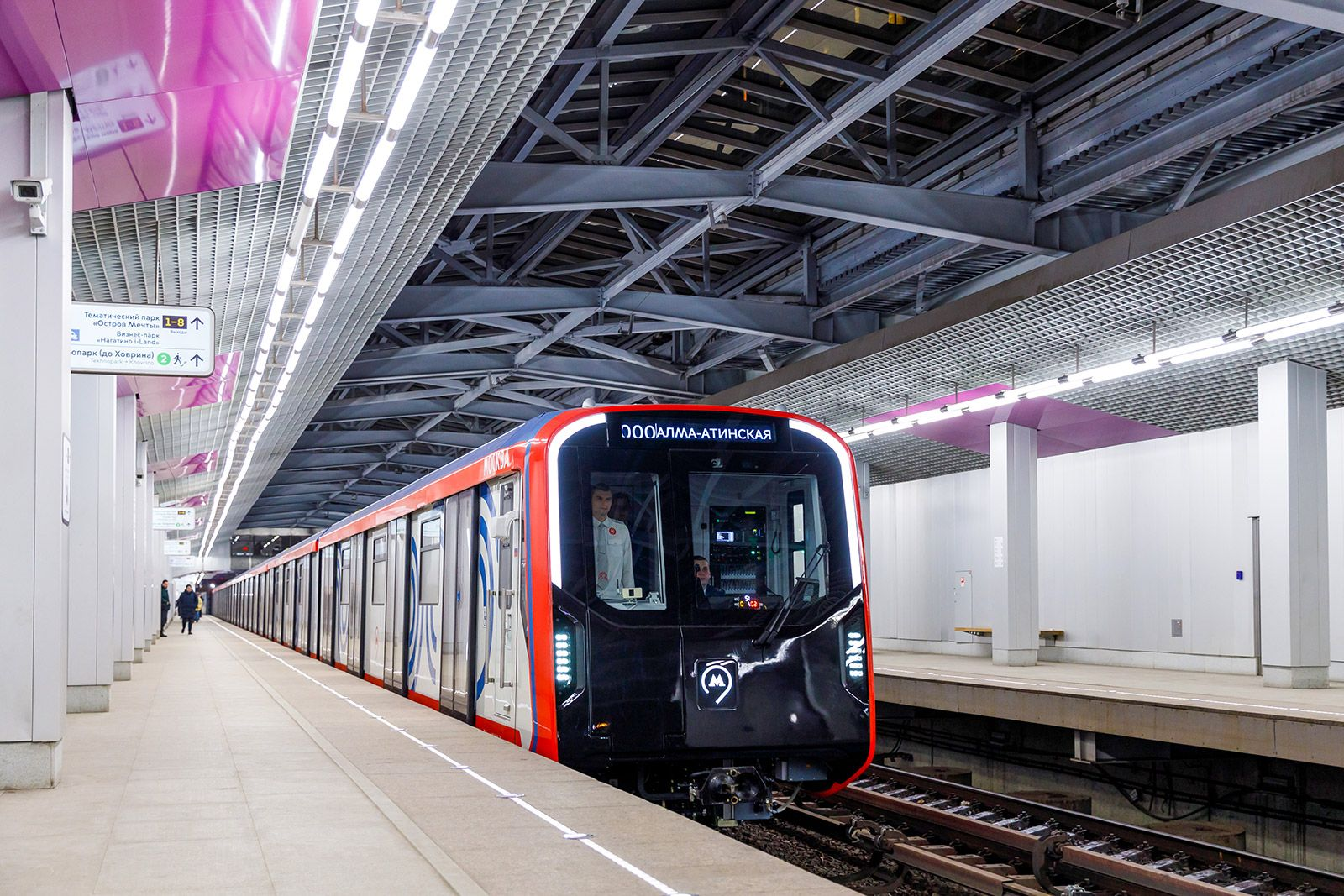
«Москва-2024» на станции «Технопарк» в пассажирском движении
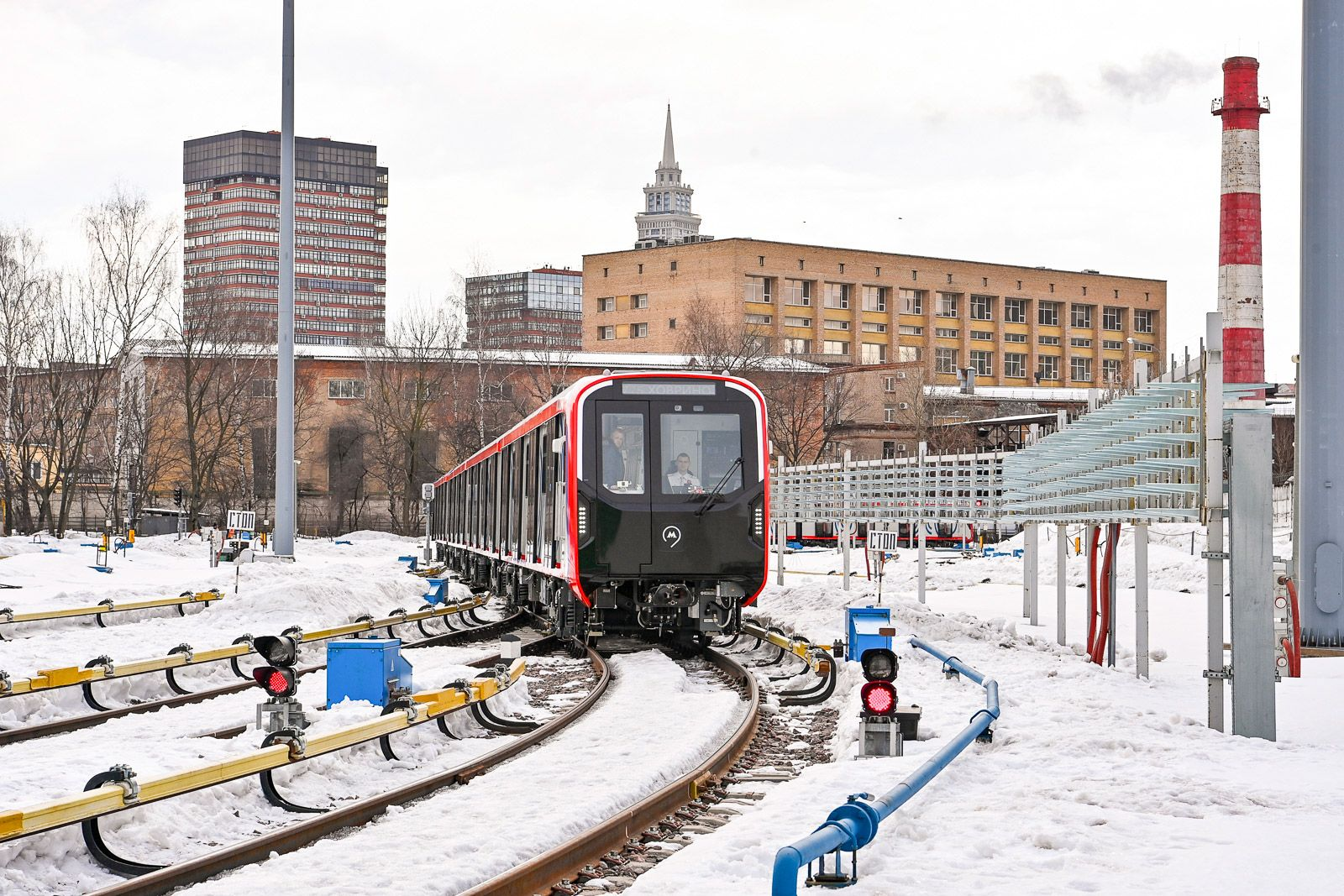
«Москва-2024» на парковых (подъездных к ангарам) путях депо «Сокол»

### Происшествия во время эксплуатации
В первый же день своей работы на Замоскворецкой линии электропоезд «Москва-2024» подвергся акту вандализма со стороны т. н. «метрофанатов» — людей, как правило, школьного возраста, требующих эксплуатации на линии подвижного состава только старого поколения — вагонов серии 81-717/714, действия которых координировались через Telegram-канал «Чёрная веточка»: были обклеены створки дверей, что впоследствии привело к сбою идентификации об их закрытии в кабине машиниста, в связи с чем состав был фактически выведен из строя и отправлен в оборотный тупик станции «Ховрино»; также на сидения и стены в салоне наносились надписи с обсценной лексикой, были зафиксированы случаи поломки USB-разъёмов для зарядки мобильных устройств, которые заливались клеем и затыкались зубочистками. На следующий день состав был очищен от клея и надписей, полиция совместно со службой безопасности метрополитена начала установление личностей вандалов по записям с камер видеонаблюдения и объявила их в розыск. 16 марта трое вандалов были задержаны. Позже против них было возбуждено уголовное дело, им грозит до трёх лет лишения свободы.

## Предположительное влияние санкций в связи со вторжением России на Украину
По предположению аналитика транспортного движения «Транспорт и горожане» Владислава Булгакова, сбои поезда, последовавшие за его проблемным запуском 11 марта, связаны с повсеместным применением практики импортозамещения, на которое российская промышленность была вынуждена перейти в связи с введением Евросоюзом и США беспрецедентных по количеству санкций против России в связи с её вторжением на Украину за всю историю — 6 тысяч.

## Награды и премии
28 мая 2024 года поезд «Москва-2024», запущенный на Замоскворецкую линию 11 марта 2024 года, получил серебряную награду A’Design Awangard в области промышленного дизайна.